# Colostygia atlinensis
Colostygia atlinensis är en fjärilsart som beskrevs av Louis W. Swett 1918. Colostygia atlinensis ingår i släktet Colostygia och familjen mätare. Inga underarter finns listade i Catalogue of Life.